# Campionatul Național de Fotbal al României 1928-1929
Sezonul 1928-1929 al Campionatului Național a fost cea de-a 17-a ediție a Campionatului de Fotbal al României. Venus București a devenit campioană pentru a doua oară în istoria sa. S-a desfășurat un sistem cu 17 regiuni, dintre care doar 16 au fost reprezentate în faza națională, câștigătoarea Constanței neparticipând.

## Faza națională

### Runda de calificare
| 19 mai 1929 | Dacia Galați | 1 – 0 | Dacia Unirea Brăila | Galați |
| 19 mai 1929 |              |       |                     | Galați |

| 2 iunie 1929 | Venus București | 1 – 0 | Tricolor Ploiești | București |
| 2 iunie 1929 |                 |       |                   | București |

| 2 iunie 1929 | Stăruința Oradea | 2 – 0 | Stăruința Satu Mare | București |
| 2 iunie 1929 |                  |       |                     | București |

| 9 iunie 1929 | România Cluj | 3 – 0 | Mureșul Târgu Mureș | Cluj |
| 9 iunie 1929 | Masa verde   |       |                     | Cluj |

### Runda preliminară
| 2 iunie 1929 | Generala Craiova | 0 – 3 | Banatul Timișoara | Craiova Arbitru: Sabin Vațianu (Cluj) |
| 2 iunie 1929 |                  |       |                   | Craiova Arbitru: Sabin Vațianu (Cluj) |

| 2 iunie 1929 | Dacia Galați | 7 – 1 | Victoria Iași | Galați Arbitru: Denis Xifando (București) |
| 2 iunie 1929 |              |       |               | Galați Arbitru: Denis Xifando (București) |

| 2 iunie 1929 | Dragoș Vodă Cernăuți | 1 – 0 | M.V. Chișinău | Cernăuți Arbitru: Alexandru Buzna (Brașov) |
| 2 iunie 1929 |                      |       |               | Cernăuți Arbitru: Alexandru Buzna (Brașov) |

| 2 iunie 1929 | Colțea Brașov | 2 – 1 | Șoimii Sibiu | Brașov |
| 2 iunie 1929 |               |       |              | Brașov |

### Sferturile de finală
| 16 iunie 1929 | Venus București | 3 – 1 | Colțea Brașov | Stadion Romcomit, București Arbitru: Grigore Seliceanu (Cluj) |
| 16 iunie 1929 |                 |       |               | Stadion Romcomit, București Arbitru: Grigore Seliceanu (Cluj) |

| 16 iunie 1929 | Dragoș Vodă Cernăuți | 1 – 0 | Dacia Galați | Cernăuți |
| 16 iunie 1929 |                      |       |              | Cernăuți |

| 23 iunie 1929 | Stăruința Oradea | 2 – 3 | România Cluj | Oradea Arbitru: Titus Vațianu (Arad) |
| 23 iunie 1929 |                  |       |              | Oradea Arbitru: Titus Vațianu (Arad) |

| 23 iunie 1929 | Banatul Timișoara | 4 – 4 | Gloria CFR Arad | Banatul, Timișoara |
| 23 iunie 1929 |                   |       |                 | Banatul, Timișoara |

Rejucare
| 24 iunie 1929 | Banatul Timișoara | 3 – 2 | Gloria CFR Arad | Banatul, Timișoara |
| 24 iunie 1929 |                   |       |                 | Banatul, Timișoara |

### Semifinalele
| 30 iunie 1929 | Venus București | 4 – 3 | Dragoș Vodă Cernăuți | Stadion Romcomit, București Spectatori: 1.500 |
| 30 iunie 1929 |                 |       |                      | Stadion Romcomit, București Spectatori: 1.500 |

| 30 iunie 1929 | România Cluj | 3 – 0 | Banatul Timișoara | Cluj Arbitru: Teofil Morariu (Oradea) |
| 30 iunie 1929 |              |       |                   | Cluj Arbitru: Teofil Morariu (Oradea) |

### Finala
| 14 iulie 1929 18:00 | Venus București                               | 3 – 2 | România Cluj                    | Stadion Romcomit, București Spectatori: 4.000 Arbitru: Titus Vațianu (Arad) |
| 14 iulie 1929 18:00 | Stanciu 19' Popovici 22' (pen.) Vasilescu 61' |       | Chifor 63' (pen.) Deheleanu 70' | Stadion Romcomit, București Spectatori: 4.000 Arbitru: Titus Vațianu (Arad) |

| Câștigătorii Campionatului Național ediția 1928/1929 |
| ---------------------------------------------------- |
| Venus București Al 2-lea Titlu                       |